# Fukuda Gyōkai

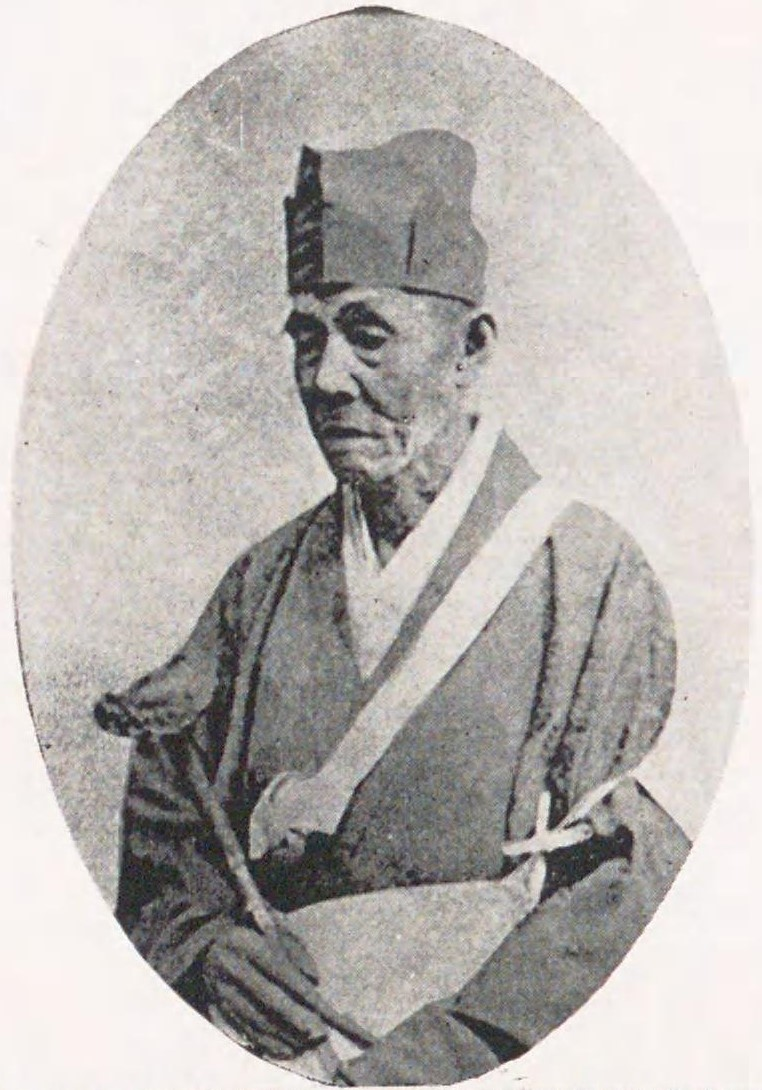
Fukuda Gyōkai

Fukuda Gyōkai (japanisch 福田 行誡; geboren 1809 oder in manchen Quellen 1806 im Landkreis Toshima (Provinz Musashi); gestorben 25. April 1888) war ein japanischer buddhistischer Priester. Er kämpfte während der frühen Meiji-Zeit für die Bewahrung des Buddhismus in Japan und wurde daher „Oberster Oberpriester der Meiji-Zeit“ (明治第一の高僧, Meiji daiichi no kōsō) genannt.

## Leben und Wirken
Fukuda Gyōkai verließ im Alter von 6 Jahren sein Zuhause und schloss sich dem „Koishikawa Denzūin“ (小石川伝通院) in Edo an. Mit 19 Jahren ging er nach Kyōto um sich weiterzubilden. Er studierte im „Saga Shōjōin“ (嵯峨正定院), auf dem „Hiesan“ (比叡山) unter Echō (慧澄; 1780–1862) die Tendai-Richtung des Buddhismus, die Ristsu-Richtung und die Kusha-Richtung. Er kehrte dann zum Denzūin zurück und studierte unter dem Gelehrten Tokuhon (徳本; 1758–1818) die Jōdo-Richtung des Buddhismus. 
Fukuda bildete sich unter Echō, der vom Hiezan zum Kan’ei-ji umgezogen war, noch einmal weiter in der Tendai- und der Kusha-Richtung des Buddhismus. Er hat einen ausgeprägten Forschergeist und wurde in der buddhistischen Welt für seine hervorragende Gelehrsamkeit und Menschlichkeit bekannt. Beeinflusst von der buddhistischen Gelehrsamkeit von Jiyun (慈雲; 1718–1805) lehrte er im Alter von 26 Jahren die buddhistischen Sutras (仏遺教経節要), die vier Tendai-Religionen (天台四教儀) und die Bodhisattva-Gelübde (菩薩戒経義疏). 1852 wurde Fukuda oberster Lehrer am Denzūin, zog sich dann an den Shoseiritsu-in (処静律院) zurück und lebte abwechselnd dort oder im Shōjōshin-in (清浄心院).
Als Reaktion auf die Bewegung „Haibutsu Kishaku“ (排仏毀釈) – „Vertreibt Buddha, vernichtet Shaka“ zu Beginn der Meiji-Restauration, also die Zerstörung buddhistischer Tempel, gründete er 1869 die „Tōkyō shoshū dōmei-kai“ (東京諸宗同盟会) – etwa „Vereinigung verschiedener Glaubensrichtungen Tokio“ mit dem Ziel, oberster Priester der verschiedener Sekten zu werden, was ihm auch gelang. 1873 Im selben Jahr wurde er Vize-Rektor des Daikyōin (大教院) und lehrte die „Brahma-Sutra“ (梵網経).
Fukuda lehnte das Christentum ab und schrieb Kritiken dazu. Er forderte die Mönche auf, über ihre Autonomie nachzudenken und versuchte, den Buddhismus wiederzubeleben. Er kritisierte „Shaku Norimasa byōsaiyabu“ (釈教正謬再破) – „Das buddhistische Ritual erneut brechen“, verfasst vom Glaubensgenossen Ugai Tetsujō (鵜飼 徹定; 1814–1891) und „Buppō jikken-ron“ (仏法実験論) – „Theorie der buddhistischen Experiment“, verfasst von Hara Tanzan (原 坦山; 1819–1892).
Fukuda wurde Abt des Zōjō-ji und kurz vor seinem Abt des Chion-in in Kyōto. Er war das Oberhaupt des östlichen Teils der Jōdo-Sekte, und dann 1877 Oberhaupt der gesamten Jōdo-Sekte. Er schrieb viele Bücher, konnte gut Bilder malen. Mit dem Ziel, die „Okura-Sutra“ (大蔵経) zu veröffentlichen, befasste er sich mit der „Okura-Sutra“ in den Ausgaben der Song-, Yuan-, Ming- und Goryeo-Dynastie, korrigierte sie und veröffentlichte eine Gesamtausgabe der „Okura Sutra“.